# Salaunes
Salaunes [salɔn] est une commune du Sud-Ouest de la France, située dans le département de la Gironde en région Nouvelle-Aquitaine.

## Géographie

### Localisation
La commune est située dans le Médoc et traversée par la route départementale 1215 (ex-N 215, ex-D 1) entre Bordeaux et Castelnau-de-Médoc.

### Communes limitrophes
Les communes limitrophes sont Castelnau-de-Médoc, Saint-Médard-en-Jalles, Avensan, Saint-Aubin-de-Médoc, Sainte-Hélène et Le Temple.
| Sainte-Hélène | Castelnau-de-Médoc | Avensan                |
|               | Salaunes           | Saint-Aubin-de-Médoc   |
| Le Temple     |                    | Saint-Médard-en-Jalles |

### Climat
Le climat qui caractérise la commune est qualifié, en 2010, de « climat océanique franc », selon la typologie des climats de la France qui compte alors huit grands types de climats en métropole. En 2020, la commune ressort du type « climat océanique » dans la classification établie par Météo-France, qui ne compte désormais, en première approche, que cinq grands types de climats en métropole. Ce type de climat se traduit par des températures douces et une pluviométrie relativement abondante (en liaison avec les perturbations venant de l'Atlantique), répartie tout au long de l'année avec un léger maximum d'octobre à février.
Les paramètres climatiques qui ont permis d’établir la typologie de 2010 comportent six variables pour les températures et huit pour les précipitations, dont les valeurs correspondent à la normale 1971-2000. Les sept principales variables caractérisant la commune sont présentées dans l'encadré ci-après.
| Paramètres climatiques communaux sur la période 1971-2000 - Moyenne annuelle de température : 12,7 °C - Nombre de jours avec une température inférieure à −5 °C : 2,6 j - Nombre de jours avec une température supérieure à 30 °C : 6,9 j - Amplitude thermique annuelle : 13,8 °C - Cumuls annuels de précipitation : 969 mm - Nombre de jours de précipitation en janvier : 12,6 j - Nombre de jours de précipitation en juillet : 7 j |

Avec le changement climatique, ces variables ont évolué. Une étude réalisée en 2014 par la Direction générale de l'Énergie et du Climat complétée par des études régionales prévoit en effet que la  température moyenne devrait croître et la pluviométrie moyenne baisser, avec toutefois de fortes variations régionales. La station météorologique de Météo-France installée sur la commune et mise en service en 1984 permet de connaître l'évolution des indicateurs météorologiques. Le tableau détaillé pour la période 1981-2010 est présenté ci-après.
| Mois                                  | jan.           | fév.            | mars          | avril         | mai         | juin         | jui.        | août         | sep.         | oct.            | nov.            | déc.            | année    |
| ------------------------------------- | -------------- | --------------- | ------------- | ------------- | ----------- | ------------ | ----------- | ------------ | ------------ | --------------- | --------------- | --------------- | -------- |
| Température minimale moyenne (°C)     | 1,8            | 2               | 3,6           | 5,8           | 9,8         | 12,5         | 14,1        | 13,8         | 10,7         | 8,8             | 4,6             | 2,4             | 7,5      |
| Température moyenne (°C)              | 6              | 6,9             | 9,4           | 11,6          | 15,6        | 18,4         | 20,3        | 20,3         | 17,3         | 14,2            | 9,2             | 6,5             | 13       |
| Température maximale moyenne (°C)     | 10,2           | 11,9            | 15,2          | 17,4          | 21,4        | 24,3         | 26,6        | 26,9         | 23,8         | 19,5            | 13,7            | 10,7            | 18,5     |
| Record de froid (°C) date du record   | −17 16.01.1985 | −9,5 10.02.1986 | −11 02.03.05  | −4 21.04.1991 | −1 01.05.16 | 4 08.06.1989 | 6 24.07.11  | 5 27.08.1985 | 1,5 28.09.10 | −4,5 30.10.1997 | −8,5 20.11.1985 | −10,5 17.12.01  | −17 1985 |
| Record de chaleur (°C) date du record | 20,2 01.01.22  | 25 27.02.19     | 27,3 31.03.21 | 32 17.04.13   | 35 27.05.05 | 39 26.06.19  | 39 30.07.20 | 41 09.08.03  | 36 03.09.05  | 30 13.10.19     | 27 08.11.15     | 22,5 17.12.1989 | 41 2003  |
| Précipitations (mm)                   | 99,2           | 81,9            | 70            | 78,7          | 76,8        | 58,8         | 53,8        | 56,8         | 79,9         | 102,2           | 119,2           | 116,1           | 993,4    |

## Urbanisme

### Typologie
Au 1er janvier 2024, Salaunes est catégorisée bourg rural, selon la nouvelle grille communale de densité à sept niveaux définie par l'Insee en 2022.
Elle est située hors unité urbaine. Par ailleurs la commune fait partie de l'aire d'attraction de Bordeaux, dont elle est une commune de la couronne,. Cette aire, qui regroupe 275 communes, est catégorisée dans les aires de 700 000 habitants ou plus (hors Paris),.

### Occupation des sols

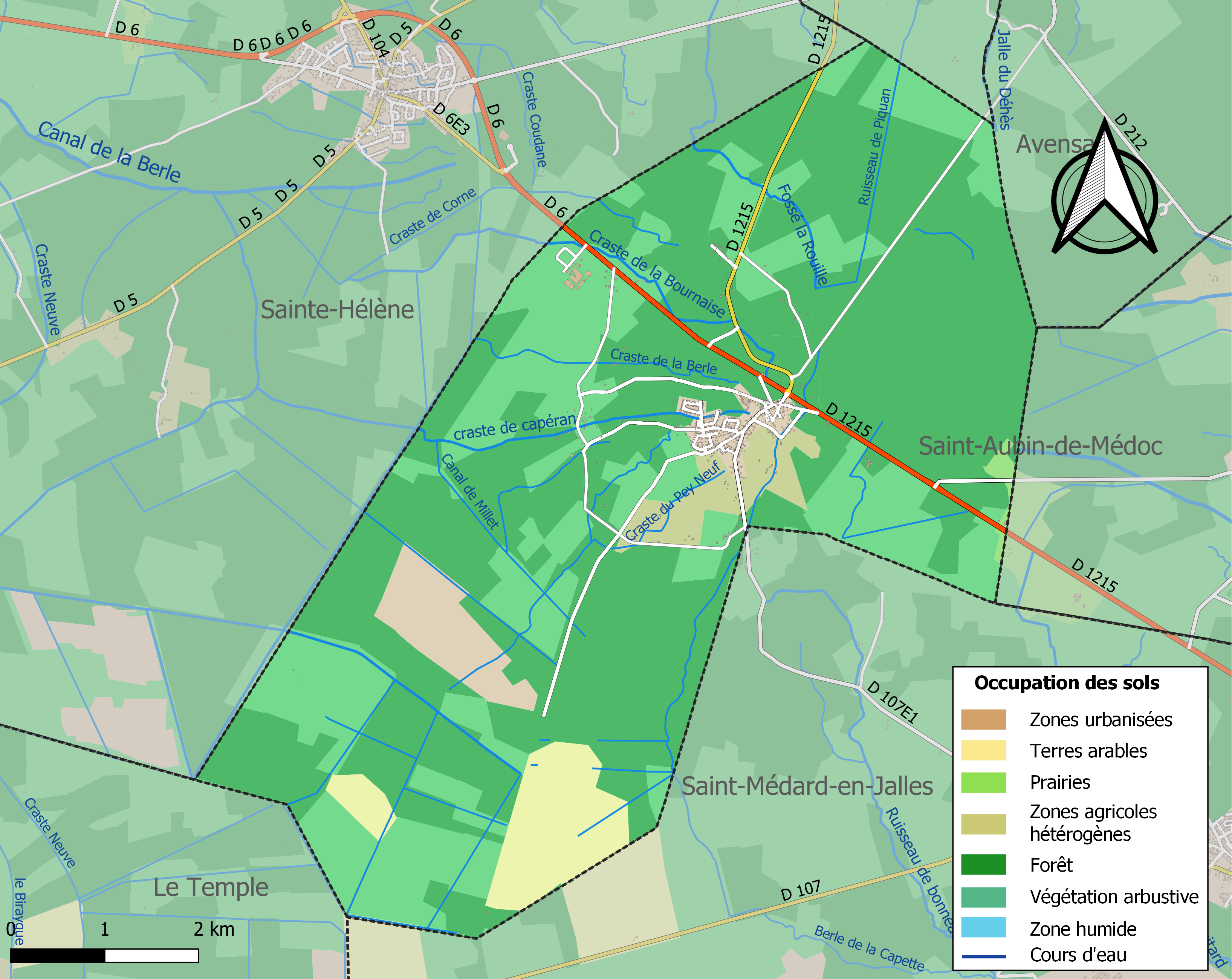
Carte des infrastructures et de l'occupation des sols de la commune en 2018 (CLC).

L'occupation des sols de la commune, telle qu'elle ressort de la base de données européenne d’occupation biophysique des sols Corine Land Cover (CLC), est marquée par l'importance des forêts et milieux semi-naturels (88,4 % en 2018), en diminution par rapport à 1990 (94,1 %). La répartition détaillée en 2018 est la suivante : 
forêts (60 %), milieux à végétation arbustive et/ou herbacée (28,5 %), terres arables (4,6 %), zones industrielles ou commerciales et réseaux de communication (2,8 %), zones agricoles hétérogènes (2,6 %), zones urbanisées (1,3 %), prairies (0,4 %). L'évolution de l’occupation des sols de la commune et de ses infrastructures peut être observée sur les différentes représentations cartographiques du territoire : la carte de Cassini (XVIIIe siècle), la carte d'état-major (1820-1866) et les cartes ou photos aériennes de l'IGN pour la période actuelle (1950 à aujourd'hui).

### Risques majeurs
Le territoire de la commune de Salaunes est vulnérable à différents aléas naturels : météorologiques (tempête, orage, neige, grand froid, canicule ou sécheresse), feux de forêts, mouvements de terrains et séisme (sismicité très faible). Un site publié par le BRGM permet d'évaluer simplement et rapidement les risques d'un bien localisé soit par son adresse soit par le numéro de sa parcelle.
Salaunes est exposée au risque de feu de forêt. Depuis le 20 avril 2016, les départements de la Gironde, des Landes et de Lot-et-Garonne disposent d’un règlement interdépartemental de protection de la forêt contre les incendies. Ce règlement vise à mieux prévenir les incendies de forêt, à faciliter les interventions des services et à limiter les conséquences, que ce soit par le débroussaillement, la limitation de l’apport du feu ou la réglementation des activités en forêt. Il définit en particulier cinq niveaux de vigilance croissants auxquels sont associés différentes mesures,.
Les mouvements de terrains susceptibles de se produire sur la commune sont des tassements différentiels.

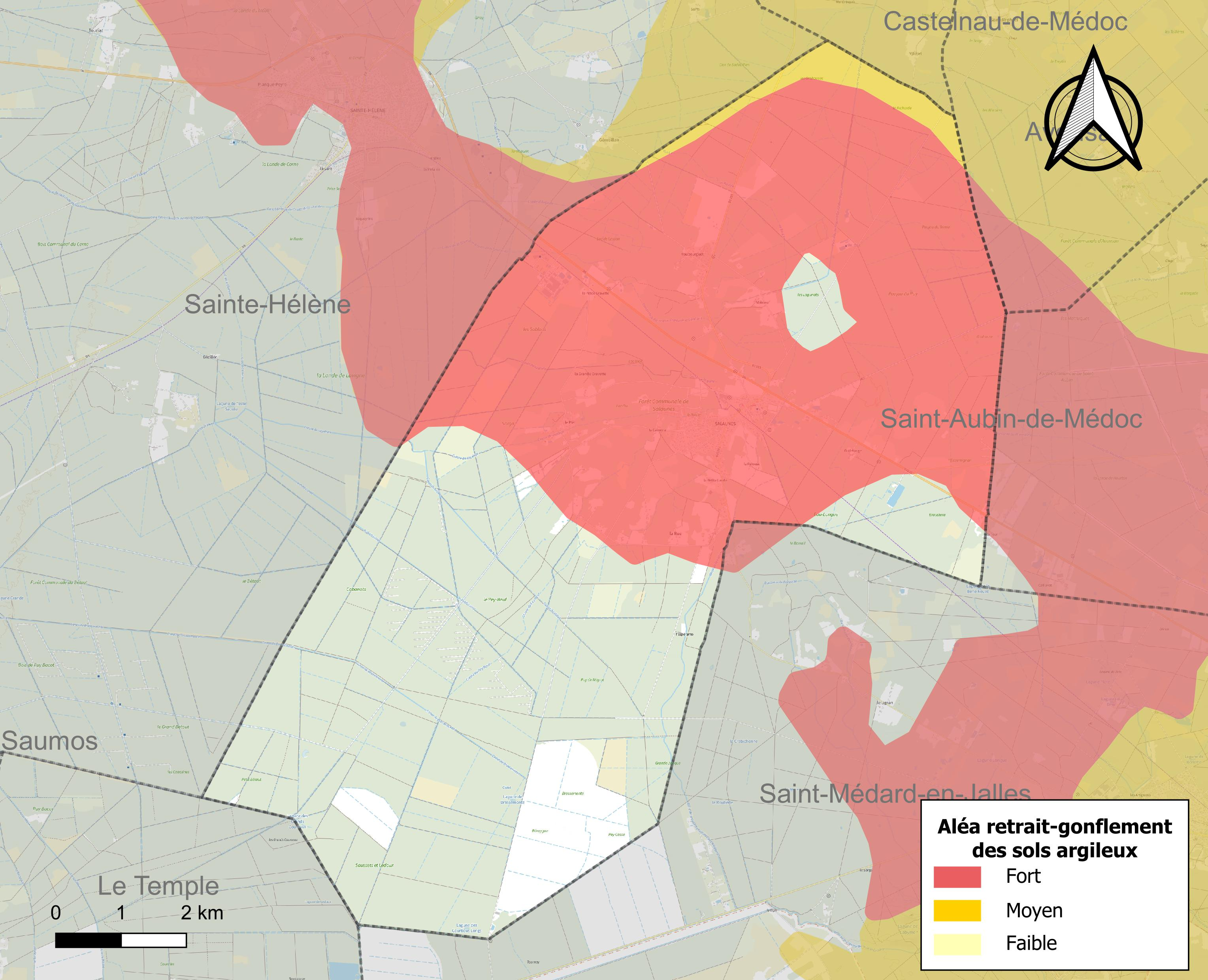
Carte des zones d'aléa retrait-gonflement des sols argileux de Salaunes.

Le retrait-gonflement des sols argileux est susceptible d'engendrer des dommages importants aux bâtiments en cas d’alternance de périodes de sécheresse et de pluie. 51,7 % de la superficie communale est en aléa moyen ou fort (67,4 % au niveau départemental et 48,5 % au niveau national). Sur les 404 bâtiments dénombrés sur la commune en 2019,  402 sont en aléa moyen ou fort, soit 100 %, à comparer aux 84 % au niveau départemental et 54 % au niveau national. Une cartographie de l'exposition du territoire national au retrait gonflement des sols argileux est disponible sur le site du BRGM,.
La commune a été reconnue en état de catastrophe naturelle au titre des dommages causés par les inondations et coulées de boue survenues en 1982, 1999, 2009 et 2020, par la sécheresse en 1989, 2003 et 2018 et par des mouvements de terrain en 1999.

## Histoire
.
On retrouve des traces de la commune en 1517 aux archives départementales dans un hommage fait au roi par Gaston de Foix, comte de Candale. Il est fait alors mention de « Sallaunes au pays de Médoc » comme d'une seigneurie.
De son passé subsiste l’église datant de 1865 et une statue de saint Roch en bois polychrome du XVIIe siècle, classée aux monuments historiques.
Dans les années 1780, Salaunes est l'une des huit paroisse situées sur la terre de Castelnau-de-Médoc. Sur les cartes de Cassini et de Belleyme, Salaunes est représentée par un habitat groupé autour du croisement des deux routes appelées aujourd’hui Route de Saint Raphaël et RD1215. Quelques maisons sont dispersées aux alentours, il pourrait s’agir de sièges d’exploitations agricoles. La forêt est quelque peu présente mais c’est surtout la lande qui prédomine alors.
Le boisement des Landes de Gascogne date du XIXe siècle. C’est sans doute à ce moment-là que la forêt a pris de l’importance pour Salaunes et a modifié les conditions sociales et économiques du territoire.

## Politique et administration
| Période                                  | Période        | Identité              | Étiquette | Qualité                    |
| ---------------------------------------- | -------------- | --------------------- | --------- | -------------------------- |
| mars 2001                                | 2020           | Jean-Marie Castagneau |           | Retraité Fonction publique |
| 2020                                     | Septembre 2023 | Jérôme Pardes         |           |                            |
| Septembre 2023                           | En cours       | Damien Hoareau        |           |                            |
| Les données manquantes sont à compléter. |                |                       |           |                            |

## Démographie

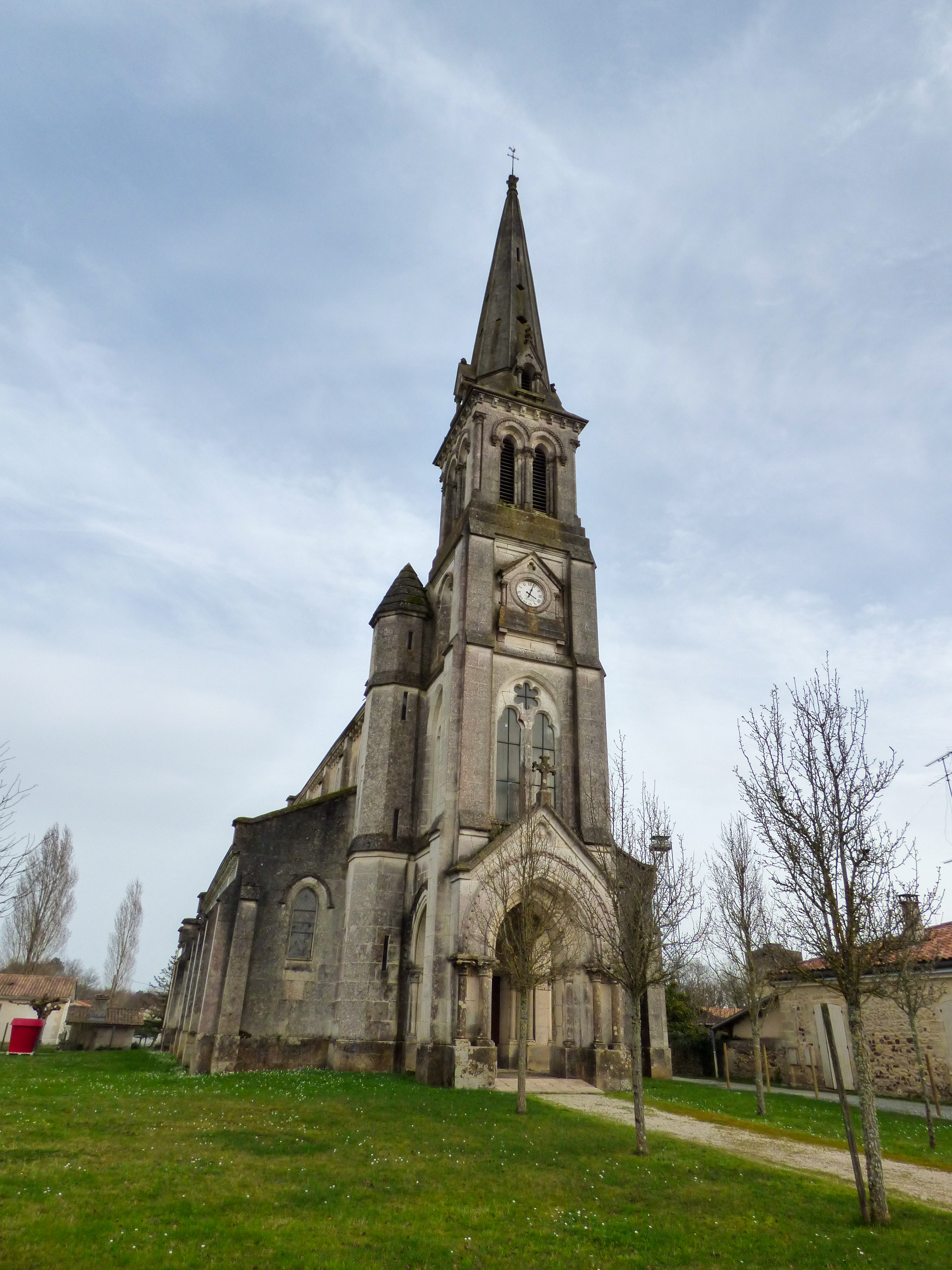
L'église Notre-Dame de Salaunes.

L'évolution du nombre d'habitants est connue à travers les recensements de la population effectués dans la commune depuis 1793. Pour les communes de moins de 10 000 habitants, une enquête de recensement portant sur toute la population est réalisée tous les cinq ans, les populations de référence des années intermédiaires étant quant à elles estimées par interpolation ou extrapolation. Pour la commune, le premier recensement exhaustif entrant dans le cadre du nouveau dispositif a été réalisé en 2007.

En 2022, la commune comptait 1 244 habitants, en évolution de +24,9 % par rapport à 2016 (Gironde : +6,91 %, France hors Mayotte : +2,11 %).
| 1793 | 1800 | 1806 | 1821 | 1831 | 1836 | 1841 | 1846 | 1851 |
| ---- | ---- | ---- | ---- | ---- | ---- | ---- | ---- | ---- |
| 274  | 252  | 318  | 302  | 318  | 303  | 293  | 276  | 265  |

| 1856 | 1861 | 1866 | 1872 | 1876 | 1881 | 1886 | 1891 | 1896 |
| ---- | ---- | ---- | ---- | ---- | ---- | ---- | ---- | ---- |
| 272  | 290  | 294  | 310  | 302  | 284  | 293  | 268  | 317  |

| 1901 | 1906 | 1911 | 1921 | 1926 | 1931 | 1936 | 1946 | 1954 |
| ---- | ---- | ---- | ---- | ---- | ---- | ---- | ---- | ---- |
| 295  | 301  | 304  | 318  | 267  | 230  | 217  | 232  | 253  |

| 1962 | 1968 | 1975 | 1982 | 1990 | 1999 | 2006 | 2007 | 2012 |
| ---- | ---- | ---- | ---- | ---- | ---- | ---- | ---- | ---- |
| 310  | 342  | 397  | 579  | 561  | 571  | 668  | 682  | 837  |

| 2017  | 2022  | - | - | - | - | - | - | - |
| ----- | ----- | - | - | - | - | - | - | - |
| 1 066 | 1 244 | - | - | - | - | - | - | - |

## Lieux et monuments
- Église Notre-Dame de Salaunes

## Activités
- Cache-cache en Médoc à Salaunes : jeu de piste familial et gratuit à faire en autonomie.
- Aire de pique-nique de la Garenne sous les chênes au bord de la piste cyclable Bordeaux - Lacanau (ancienne ligne de train).
- Skatepark.

## Évènement
- La Fête du Terroir de Salaunes : fête qui met à l'honneur le terroir et le monde agricole. Tous les premiers week-ends d'octobre.

## Personnalités liées à la commune
- Jacques Laborde président de l'ACCA.